# Max Moerstedt
Max Moerstedt (Mannheim, Alemania, 15 de enero de 2006) es un futbolista alemán que juega de delantero en el TSG 1899 Hoffenheim de la 1. Bundesliga.

## Trayectoria
Ingresó en la cantera del TSG 1899 Hoffenheim a los quince años. Fue considerado uno de los jugadores más importantes del club.

## Selección nacional
Ha representado a Alemania internacionalmente en categorías inferiores. Jugó con la selección alemana de fútbol sub-17 en la Copa Mundial de Fútbol Sub-17 de 2023.

## Estilo de juego
Actúa principalmente como delantero. Destaca por su altura y su capacidad de remate de cabeza.

## Estadísticas

### Clubes
Actualizado al último partido disputado el 7 de noviembre de 2024.
| Club                              | Div.          | Temporada     | Liga  | Liga  | Liga   | Copas nacionales | Copas nacionales | Copas nacionales | Copas internacionales | Copas internacionales | Copas internacionales | Total | Total | Total  |
| Club                              | Div.          | Temporada     | Part. | Goles | Asist. | Part.            | Goles            | Asist.           | Part.                 | Goles                 | Asist.                | Part. | Goles | Asist. |
| --------------------------------- | ------------- | ------------- | ----- | ----- | ------ | ---------------- | ---------------- | ---------------- | --------------------- | --------------------- | --------------------- | ----- | ----- | ------ |
| TSG 1899 Hoffenheim · Alemania    | 1.ª           | 2023-24       | 1     | 0     | 0      | 0                | 0                | 0                | —                     | —                     | —                     | 1     | 0     | 0      |
| TSG 1899 Hoffenheim · Alemania    | 1.ª           | 2024-25       | 5     | 0     | 0      | 1                | 0                | 0                | 2                     | 1                     | 0                     | 8     | 1     | 0      |
| TSG 1899 Hoffenheim · Alemania    | Total club    | Total club    | 9     | 1     | 0      | 1                | 0                | 0                | 2                     | 1                     | 0                     | 12    | 2     | 0      |
| TSG 1899 Hoffenheim II · Alemania | 4.ª           | 2024-25       | 3     | 1     | 1      | —                | —                | —                | —                     | —                     | —                     | 3     | 1     | 1      |
| TSG 1899 Hoffenheim II · Alemania | Total club    | Total club    | 3     | 1     | 1      | 0                | 0                | 0                | 0                     | 0                     | 0                     | 3     | 1     | 1      |
| Total carrera                     | Total carrera | Total carrera | 12    | 2     | 1      | 1                | 0                | 0                | 2                     | 1                     | 0                     | 15    | 3     | 1      |